# Ling Tosite Sigure
Ling Tosite Sigure (яп. 凛として時雨 Рин тоситэ сигурэ, что можно перевести как «холодный, словно ливень в позднюю осень») — рок-группа, образовавшаяся в 2002 году в японском городе Сайтама, Япония. Стиль группы — смесь пост-хардкора и прогрессив-рока, включающая в себя резкие смены темпа и настроения, а также сложные гитарные мелодии и партии ударных. В песнях группы используется как мужской, так и женский вокал, меняющийся от мелодичного пения до экстремальных вокальных техник.

## История
Ling Tosite Sigure образовались в 2002 году, в японском городе Сайтама. Группа выпустила несколько демо-треков, после чего создала собственный лейбл «Nakano Records», на котором в 2005 году вышел их первый альбом #4. Второй альбом Inspiration Is Dead вышел в 2007 году, спустя год после представленного в 2006 году EP под названием Feeling Your UFO. В том же году группа выступила на Countdown music festival, а затем продолжила тур по всей стране.
В апреле 2008 года Ling Tosite Sigure выпустила сингл «Telecastic Fake Show», который впоследствии вошёл в двадцатку лучших синглов японского музыкального чарта Oricon. Уже в июле они выступили на Fuji Rock Festival, а в августе — на Rising Sun Rock Festival. В декабре 2008 года Ling Tosite Sigure представили сингл «Moment a Rhythm», записанный на лейбле Sony Music.
Третий альбом, Just a Moment, был выпущен 15 мая 2009 года. «JPop Xfile», четвёртый трек из этого альбома, был представлен на Space Shower TV. В августе группа выступила на Summer Sonic Festival, а затем продолжила тур по Японии. В 2010 году группа объявила о начале тура по всей стране «I Was Music», кульминацией которого стало выступление на Saitama Super Arena в родном городе группы. В мае они отправились в Великобританию, где впервые выступили за пределами Японии. Концерты проводились в Лондоне и Брайтоне, после чего группа вернулась на родину для записи нового материала.
Четвёртый альбом Still a Sigure Virgin? вышел 22 сентября 2010 года, который группа представила в своём туре «Virgin Killer» с конца октября до начала декабря. Первое музыкальное видео с альбома, «I Was Music», транслировалось 14 сентября. В 2011 году группа продолжила тур. Солист Тору Китадзима выпустил фильм и фотокнигу, а барабанщик Масатоси Накано — обучающий DVD для ударников.
27 июня 2012 года Китадзима представил свой сольный альбом, Flowering, записанный под именем «TK from Ling tosite sigure»
Пятый альбом группы, I’mperfect вышел 10 апреля 2013 года. Группа подписала контракт с европейский лейблом JPU Records в июне 2013 года и выпустила I’mperfect в Европе.

## Участники
Нынешние участники
- Тору Китадзима (北嶋徹, «TK») — гитара, вокал (2004–наши дни)
- Миёко Накамура (中村美代子, «345») — бас-гитара, вокал (2004–наши дни)
- Масатоси Накано (中野正敏, «Pierre») — ударные (2004–наши дни)

Бывший участник
- Нода МЭН (野田MEN) — ударные (2002–2004)

## Дискография

### Студийные альбомы
| Год  | Информация об альбоме                                                                                              | Позиция в чарте альбомов Oricon | Проданных копий |
| ---- | --- | ------------------------------- | --------------- |
| 2005 | #4 - Выпущен: 9 ноября 2005 г. - Лейбл: Nakano (ANTX-1002) - Формат: CD, Цифровая дистрибуция                      | 145                             | 9,000           |
| 2007 | Inspiration is DEAD - Выпущен: 22 августа 2007 г. - Лейбл: Nakano (ANTX-1009) - Формат: CD, Цифровая дистрибуция   | 39                              | 28,000          |
| 2009 | just A moment - Выпущен: 13 мая 2009 г. - Лейбл: Sony (AICL-2014) - Формат: CD, Цифровая дистрибуция               | 4                               | 44,000          |
| 2010 | still a Sigure virgin? - Выпущен: 22 сентября 2010 г. - Лейбл: Sony (AICL-2174) - Формат: CD, Цифровая дистрибуция | 1                               | 45,000          |
| 2013 | i'mperfect - Выпущен: 10 апреля 2013 г. - Лейбл: Sony (AICL-2526) - Формат: CD, Цифровая дистрибуция               | 3                               | 30,000          |
| 2018 | #5 - Выпущен: 14 февраля 2018 г. - Лейбл: Sony (AICL-3481) - Формат: CD, Цифровая дистрибуция                      | 5                               | 13,000          |
| 2023 | last aurorally - Выпущен: 12 апреля 2023 г. - Лейбл: Sony (AICL-3481) - Формат: CD, Цифровая дистрибуция           | --                              | --              |

### Сборный альбом
| Год  | Информация об альбоме                                                                         | Позиция в чарте альбомов Oricon | Проданных копий |
| ---- | --------------------------------------------------------------------------------------------- | ------------------------------- | --------------- |
| 2015 | Best of Tornado - Выпущен: 14 января 2015 г. - Лейбл: Sony - Формат: CD, Цифровая дистрибуция | 6                               | 26,000          |

### Мини-альбомы
| Год  | Информация об альбоме                                                                                      | Позиция в чарте альбомов Oricon | Проданных копий |
| ---- | --- | ------------------------------- | --------------- |
| 2006 | Feeling Your UFO - Выпущен: 19 июля 2006 г. - Лейбл: Nakano (ANTX-1002) - Формат: CD, Цифровая дистрибуция | 192                             | 2,100           |
| 2015 | es or s - Выпущен: 2 сентября 2015 г. - Лейбл: Sony (AICL-2947) - Формат: CD, Цифровая дистрибуция         | 5                               | 11,000          |

### Синглы
| Год  | Название               | Дополнительная информация                      | Позиция в чарте         | Проданных копий | Альбом        |
| Год  | Название               | Дополнительная информация                      | Billboard Japan Hot 100 | Проданных копий | Альбом        |
| ---- | ---------------------- | ---------------------------------------------- | ----------------------- | --------------- | ------------- |
| 2008 | «Telecastic fake show» |                                                | 80                      | 21,000          | just A moment |
| 2008 | «moment A rhythm»      | Один трек на CD+фото-буклет                    | —                       | 13,000          | just A moment |
| 2012 | «Abnormalize»          | Опенинг Psycho-Pass                            | 13                      | 33,000          | i'mperfect    |
| 2015 | «Enigmatic Feeling»    | Опенинг Psycho-Pass (2 сезон)                  | 5                       | 25000           |               |
| 2017 | DIE meets HARD         | Опенинг для драммы Крепкий орешек Шимокитазавы | 46                      | 5394            | #5            |